# Göks järnvägshållplats

Göks järnvägshållplats (finska: Käkelän seisake, förkortat Käk) är en tidigare järnvägshållplats i Sjundeå i Finland längs Kustbanan, cirka 4 kilometer väster om Sjundeå järnvägsstation.

## Historia
Göks hållplats öppnades i juni 1905, men redan från början av 1902 hade det funnits ett grusspår på platsen. År 1928 byggdes ett sidospår norr om huvudspåret i Göks för att möjliggöra rundgång av lok. Vid hållplatsen fanns även en poststation som bemannades av Statens Järnvägars personal från och med 1925 fram till Porkalas uthyrning. Under uthyrningsperioden byggde sovjeterna ett nytt, större vänterskydd i Göks och rev de gamla järnvägsbyggnader som lämnats kvar av finländarna.
Efter att uthyrningsperioden upphört togs sidospåret inte i bruk igen. Vänterskyddet revs också snart efter att området återlämnats. Persontrafiken vid hållplatsen avslutades i juni 1984 och hållplatsen lades slutligen ned i juni 1985. Nuförtiden finns en elmatningsstation i närheten av den före detta hållplatsen.